# Tom Green megye
Tom Green megye az Amerikai Egyesült Államokban, azon belül Texas államban található. Megyeszékhelye és legnagyobb városa San Angelo. Lakosainak száma 120 003 fő (2020. április 1.). Tom Green megye Schleicher, Reagan, Runnels, Irion, Sterling, Coke, Concho és Menard megyékkel határos.

## Népesség
A megye népességének változása:
| Lakosok száma | 110 684 | 111 832 | 113 494 | 114 954 | 118 105 | 120 003 |
|               | 2010    | 2011    | 2012    | 2013    | 2015    | 2020    |